# 里村美和
里村 美和（さとむら よしかず、1955年3月25日 - ）は、日本のパーカッショニスト・ドラマー。東京都出身。立教大学卒業。
弟はテレビ番組「開運!なんでも鑑定団」の鑑定士も務める中古レコードショップ「ココナッツディスク」代表の里村真和。

## 経歴
高校1年の時にドラムを始め、高校時代にはジャズ・ギタリストの秋山一将らとバンドを結成。同時期に佐野元春や佐藤奈々子と出会い、渋谷エピキュラスにてライブを行う。立教大学入学後にコンガとの出会いを機にパーカッション演奏を始める。1981年にスタジオ・ミュージシャンとしてデビュー。
1984年より、佐野元春のバックバンドTHE HEARTLANDに加入し、1985年の「VISITORS TOUR '84〜'85」からライブツアーに参加。シングル「Young Bloods」からはスタジオ・レコーディングにも参加する。
1991年には尾崎豊のバックバンド、THE BIRTH TOUR BANDのメンバーとしてパーカッションを担当。他にもつのだ☆ひろ、沢田聖子などのツアーに参加。
現在は「天才トノサマBAND」「杉真理モンキー・フォレスト・バンド」「OHANA BAND」「LOVENOTES」等に所属してのライブの他、スタジオ・ミュージシャン活動も継続中。定期的にパーカッションのワークショップも行っている。

## 主なレコーディング作品
- 佐野元春
  - シングル「Young Bloods」
  - シングル「CHRISTMAS TIME IN BLUE -聖なる夜に口笛吹いて-」
  - アルバム『Cafe Bohemia』
  - ライブ・アルバム『HEARTLAND』
- 尾崎豊
  - ライブ・アルバム『約束の日 Vol.1』『約束の日 Vol.2』
  - ライブ・ビデオ『TOUR 1991 BIRTH』

## 主な映像出演作品
- 佐野元春

| タイトル                                                | 発売日         |
| EPIC・ソニー                                            |                |
| Visitors Tour '84〜'85                                  | 1985年7月21日  |
| EPIC/SONY RECORDS / M's Factory                         |                |
| Café Bohemia Live! 1986-1987                            | 1988年11月2日  |
| THE OUT TAKES                                           | 1989年11月2日  |
| MOTO CLIP VOL.1                                         | 1989年11月22日 |
| ナポレオンフィッシュ・ツアー '89 〜自由への新しい航海〜 | 1990年4月8日   |
| Epic Sony Records / M's Factory                         |                |
| They called the band 'THE HEARTLAND'                    | 1995年1月21日  |
| Epic Records / M's Factory                              |                |
| MOTOHARU SANO LIVE ANTHOLOGY 1980-2000                  | 2000年11月1日  |
| Sony Music Direct / GT music                            |                |
| THE VIDEOS EPIC YEARS 1980-2004                         | 2006年7月12日  |
| MOTOHARU SANO LIVE ANTHOLOGY 1980-2010                  | 2012年4月25日  |

## 共演者
（レコーディング、ライブ、イベント、音楽フェス、テレビ、ラジオ等、プロデューサー等も含む。順不同）
- 佐野元春
- 尾崎豊
- つのだ☆ひろ
- 沢田聖子
- 天才トノサマBAND
- 杉真理モンキー・フォレスト・バンド
- OHANA BAND
- LOVENOTES
- 小坂忠
- 鈴木康博
- 村松邦男
- 伊藤銀次
- 松尾清憲
- 藤山一郎
- ハリー・ベラフォンテ
- 村下孝蔵
- 海援隊
- 李英香
- 鈴木雄大
- ブレッド&バター
- 安藤秀樹
- 村田和人
- 伊豆田洋之
- 安部恭弘
- 木根尚登
- 鈴木晃二
- 五木ひろし
- 谷村新司
- 江口洋介
- 森進一
- ラッツ&スター
- 大瀧詠一
- タモリ
- 勝新太郎
- 柳葉敏郎
- 及川光博
- 中村一義
- 川村カオリ
- 織田哲郎
- 酒井法子
- 相川七瀬
- 山本英美
- T.V.
- 土井晴人
- 白井貴子
- 鈴木祥子
- 久保田早紀
- ともさかりえ
- 和久井映見
- 相沢友子
- 都はるみ
- HIS
- 加藤登紀子
- 三田寛子
- 障子久美
- Naaya
- 谷村有美
- 奥井亜紀
- デキシータンタス
- カヴァイハエ
- ザ・コレクターズ
- カーネーション
- GREAT3
- 柿原朱美
- BEGIN
- 夏川りみ
- KONISHIKI
- SORMA
- BAJI-R
- モメカル
- ラチエン・ボ－イ・クラブ
- BORO
- 内田裕也
- 服部克久
- A応P
- えびかに与作&Sunset project Blues Band（えびかにサンセッツ）
- ナップルタップル
- 小林義孝（ヒナ&サトム）
- LOTUS
- 佐藤竹善
- LUANA
- 中野新哉（シンヤ&サトム）
- 波楽バンド
- サザンオールスターズ
- 小室哲哉
- シーナ&ザ・ロケッツ
- エディ藩
- 柳ジョージ
- おおたか静流
- ギラ・ジルカ
- 久保田洋司
- 染谷俊
- なかの綾
- 川中美幸
- THE イナズマ戦隊
- 小森田実
- 吉岡亜衣加
- 中西ミツヲ
- 松原みき
- 影山ヒロノブ
- 森雪之丞
- 円道一成
- Tripper
- コネクション・アンリミテッド
- 南佳孝
- 井手麻理子
- 川村ゆうこ
- 高橋まこと
- 竹下ユキ
- 阿川泰子
- 杏里
- 石川さゆり
- 天童よしみ
- 原田末秋
- 秋山一将
- Nori Tani
- 白井良明
- 安部王子
- 加藤みちあき
- 山本光男
- 杉沼左千雄
- 上畑正和
- 吉俣良
- 稲本響
- 西本明
- 福田裕彦
- 中西圭三